# Dipterygina indica
Dipterygina indica là một loài bướm đêm trong họ Noctuidae.